# نشان افتخار
نشان افتخار (به انگلیسی: Order) به مجموعه نشان‌ها و جوایزی گفته می‌شود که توسط ارکان ملی مانند دولت، پادشاه، خاندان سلطنتی یا سازمان به فردی به پاس شایستگی که از خود نشان داده اهدا می‌شود.